# Blauwkeelagame
De blauwkeelagame (Acanthocercus atricollis) is een hagedis uit de familie agamen (Agamidae).

## Naam en indeling
De wetenschappelijke naam van de soort werd voor het eerst voorgesteld door Andrew Smith in 1849. De agame werd lange tijd tot het geslacht Agama gerekend, waardoor de verouderde wetenschappelijke naam Agama atricollis nog vaak wordt gebruikt.
Tot voor kort werden er verschillende ondersoorten erkend, maar dit wordt beschouwd als verouderd. Veel van de voormalige ondersoorten worden tegenwoordig als een aparte soort gezien, zoals Acanthocercus gregorii en Acanthocercus kiwuensis.

## Uiterlijke kenmerken
De blauwkeelagame bereikt een totale lichaamslengte tot 40 centimeter inclusief staart. Deze agame lijkt op de soort Calotes mystaceus, maar mist de lichte streep op de zijkant van de kop. Ook heeft de agame een wat forser lichaam en een groot, duidelijk trommelvlies aan de achterzijde van het oog. De lichaamstekening is bruin tot grijs met een donkere marmertekening en zwarte schoudervlekken.
Het mannetje heeft in de paartijd een helder blauwe kop en keel, en ook het laatste deel van de staart is blauw; de rest van het lichaam is variabel van kleur maar meestal geelbruin tot grijs. Mannetjes hebben daarnaast een gele rugstreep in de paartijd. Het vrouwtje heeft geen felblauwe keel en meer egale kleuren, ze blijft daarnaast iets kleiner.

## Levenswijze
Het is in tegenstelling tot de meeste agamen een klimmende soort die ook wel op de grond komt om te jagen, maar meestal tussen de takken van bomen klautert op zoek naar voedsel. Op het menu staan kleine insecten maar ook wel andere dieren zoals kleinere hagedissen worden gegeten. De vrouwtjes zetten eieren af en produceren vier tot vijftien eieren per legsel.
Van de blauwkeelagame is bekend dat de dieren in kleine familiegroepen leven rondom grote bomen.

## Verspreiding en habitat

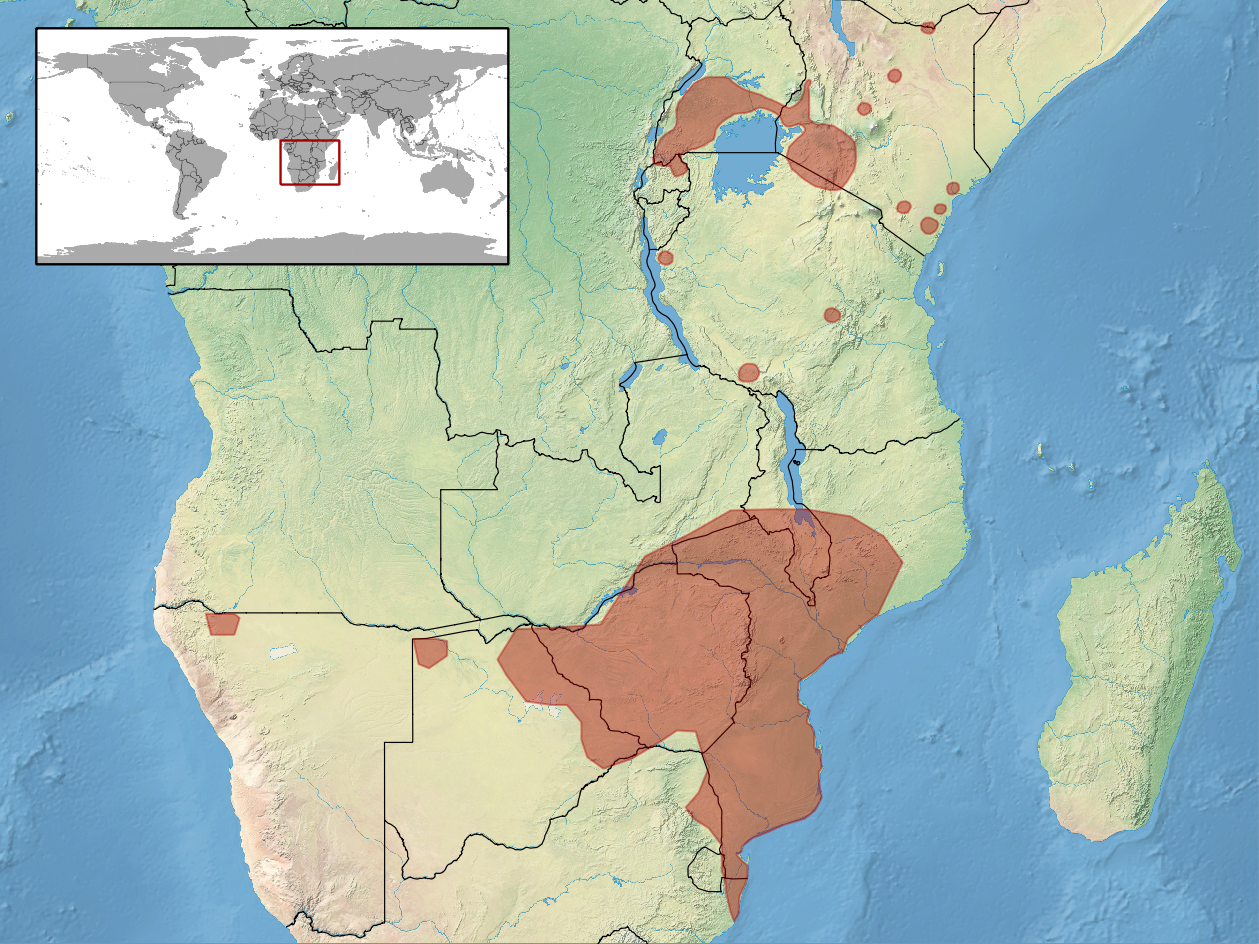
Verspreidingsgebied in het rood.

De blauwkeelagame leeft in zuidelijk Afrika en leeft in de landen Botswana, Malawi, Mozambique, Swaziland, Zimbabwe en Zuid-Afrika. De habitat bestaat uit drogere en met name warmere gebieden als savannen, maar altijd bij begroeide delen zoals bosranden en groepen bomen en struiken.

## Beschermingsstatus
Door de internationale natuurbeschermingsorganisatie IUCN is de beschermingsstatus 'veilig' toegewezen (Least Concern of LC).